# 웅게른슈테른베르크가
웅게른슈테른베르크(Ungern-Sternberg)는 발트 독일인 귀족 가문이다.

## 사람
- 에드워드 웅게른슈테른베르크
- 오토 라인홀트 루드비히 폰 웅게른슈테른베르크
- 로만 폰 웅게른슈테른베르크